# Praça Coronel Salles
A Praça Coronel Salles, também é conhecida informalmente como Praça Central ou Praça dos Pombos, é um espaço público, caracterizado como jardim ou como um pequeno parque com aproximadamente seis mil metros quadrados localizado na região central da cidade de São Carlos. Localiza-se no quadrilátero formado pela avenida São Carlos, ruas Major José Inácio, Sete de Setembro e Dona Alexandrina.
Originalmente era chamada de Largo Municipal, por receber diferentes prédios públicos, sendo que em 1883, foi instalado um casarão para abrigar a Câmara, o Fórum e a Cadeia. A Câmara Municipal funcionou no local até 1920, e em 1921 passou a funcionar no Palacete Conde do Pinhal, posteriormente o edifício foi demolido.
Em 1939, o então prefeito Carlos de Camargo Salles construiu no local a pérgola, porém em 1952 a praça voltou a ser sede da câmara em um outro prédio.
A praça abriga o edifício Euclides da Cunha, atual Câmara Municipal de São Carlos e o edifício Paulino Carlos, atual Escola Estadual Paulino Carlos. O espaço abriga eventos políticos e culturais, sendo que o destaque é o monumento à atleta Maurren Maggi que foi medalha de ouro no salto em distância na Olimpíada de Pequim em 2008.

## Reformas
A praça já passou por várias reformas. Em 1967 a 1968, a praça foi totalmente remodelada, sendo que foram cortadas todas as árvores existentes no local, destruída a pérgola, uma rua paralela, retirada todos os postes antigos da iluminação e o prédio que havia servido como Câmara Municipal.
| “ | (...) Na década de 1980, foi bastante reformada, com projeto do arquiteto Jorge Wilheim, que lhe deu novas características, em particular, uma laje em concreto armado, criando uma praça seca e uma área subterrânea utilizada por décadas como garagem. Em 2008, a praça foi novamente reformada, com projeto do arquiteto Marcelo Suzuki, ganhando uma rua interna e o Museu de Ciências Mário Tolentino, inaugurado em 2011, que ocupou a área subterrânea. (...) | ” |
|   | |   |

 Essa foi a última das reformas, quando foi executado o projeto do arquiteto Marcelo Suzuki, do Departamento de Arquitetura e Urbanismo da USP. Com o projeto, foi refeita a antiga rua do Teatro que dava acesso à Escola Estadual Paulino Carlos, que havia sido desfeita na última reforma, juntamente com a demolição do Cine São Carlos. Destaque ainda para um quiosque e um tabuleiro de xadrez no solo. No estacionamento subterrâneo, será instalado o Museu da Ciência Professor Mario Tolentino. (São Carlos terá outros dois museus: um de Biologia e outro da Matemática). Ao lado da Câmara Municipal será erguida uma tribuna livre. A obra custou R$ 1.642.000,00 e foi entregue em 7 de setembro de 2008.
A reforma mais ampla foi concluída no ano de 1990. Naquele ano a Praça Coronel Salles foi totalmente remodelada, ocasião da construção do estacionamento no subsolo.

## Curiosidades
- Foi eleita, em 2012, pela população de São Carlos como uma das Sete Maravilhas da Cidade.[1]